# Траверсела
Траверсѐла (на италиански: Traversella; на пиемонтски: Traussela, Траусела) е село и община в метрополен град Торино, регион Пиемонт, Северна Италия. Разположено е на 827 m надморска височина. Към 1 януари 2020 г. населението на общината е 322 души.